# Trichodelitschia munkii
Trichodelitschia munkii är en svampart som beskrevs av N. Lundq. 1964. Trichodelitschia munkii ingår i släktet Trichodelitschia och familjen Phaeotrichaceae.  Arten är reproducerande i Sverige. Inga underarter finns listade i Catalogue of Life.